# Alberto Cosme do Amaral
Alberto Cosme do Amaral (ur. 12 października 1916 w Touro, zm. 7 października 2005 w Leirii) – portugalski duchowny rzymskokatolicki, biskup Leirii-Fatimy.

## Biografia
13 sierpnia 1939 otrzymał święcenia prezbiteriatu i został kapłanem diecezji Lamego.
8 lipca 1964 papież Paweł VI mianował go biskupem pomocniczym diecezji Porto i biskupem tytularnym tagarskim. 23 sierpnia 1964 przyjął sakrę biskupią z rąk biskup pomocniczego Porto Florentino de Andrade e Silvy. Współkonsekratorami byli biskup Coimbry Ernesto Sena de Oliveira oraz biskup Lamego João da Silva Campos Neves.
Jako ojciec soborowy wziął udział w trzeciej i w czwartej sesji soboru watykańskiego II.
1 lipca 1972 ten sam papież mianował go biskupem Leirii. 13 maja 1984 zmieniono jego tytuł na biskup Leirii-Fatimy. 2 lutego 1993, w związku z osiągnięciem wieku emerytalnego, zrezygnował z katedry. Na emeryturze zamieszkał przy sanktuarium w Fatimie. Zmarł 7 października 2005 w szpitalu w Leirii.